# Encoignure
Une encoignure ou une encognure peut faire référence à :
- un angle intérieur formé par la rencontre de deux pans de mur ;
- un meuble de forme triangulaire destiné à être placé dans un coin[1].

## Architecture

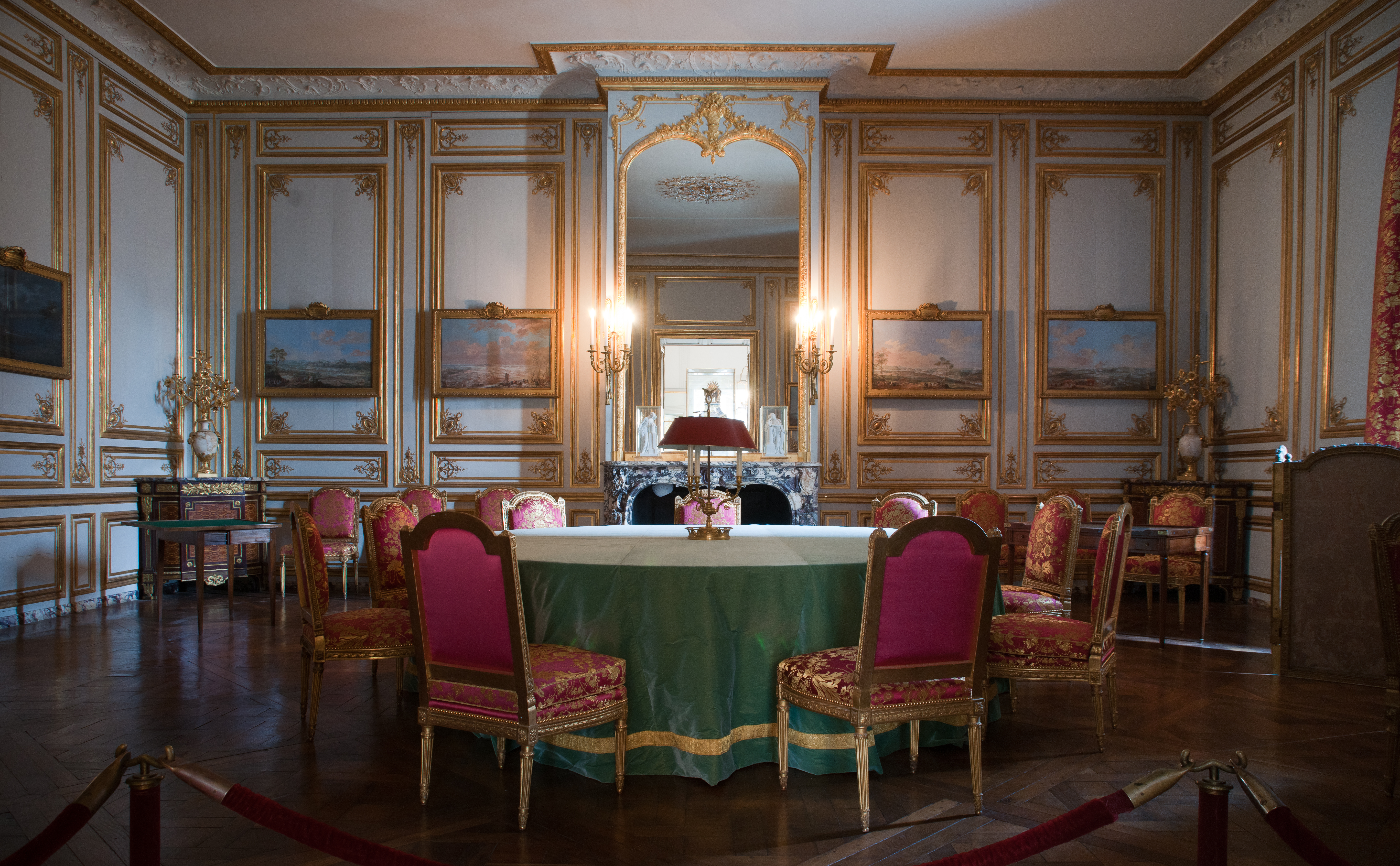
Encoignures du cabinet des jeux de Louis XVI.

Dans l'architecture, l'encoignure désigne des angles qui ne sont pas à angle droit.

## Ameublement

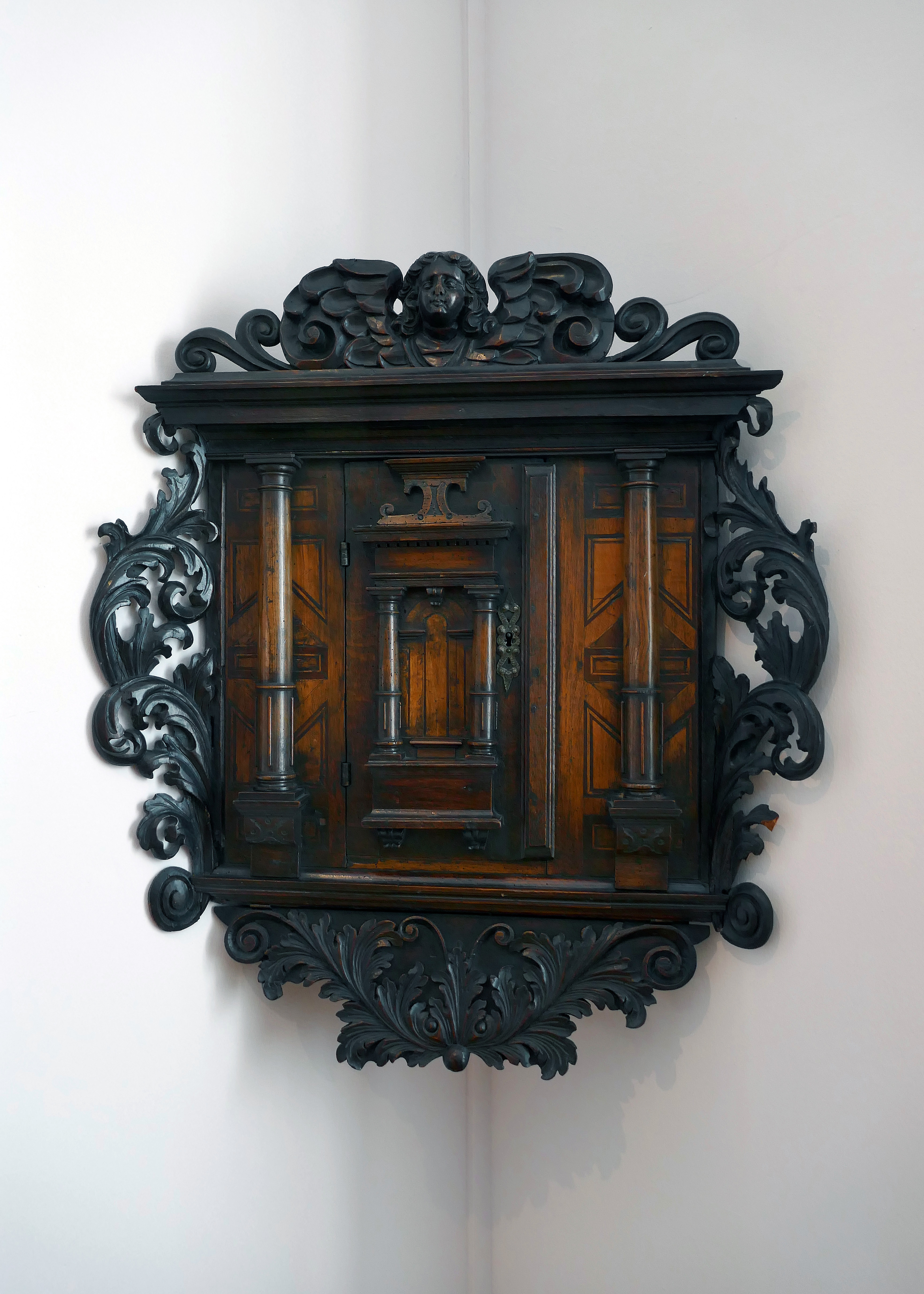
Petit meuble d'encoignure de style acanthe (Alsace, XVIIe siècle).

Dans l'ameublement, l'encoignure désigne une étagère, une armoire ou une commode de forme triangulaire dont les dimensions permettent son placement dans un coin.